# 21 (album, Adele)
21 je druhé studiové album britské zpěvačky Adele. Bylo vydáno dne 24. ledna 2011 ve většině evropských zemí a bylo pojmenováno po věku zpěvačky během natáčení alba. Skládá se z důsledků zpěvaččina odloučení od svého partnera a zkoumá témata jako zlost, pomsta, zlomené srdce, sebezkoumání a odpuštění.

## Seznam písní
| Pořadí | Název                | Autor                                                                                    | Producent/i    | Délka |
| ------ | -------------------- | ---------------------------------------------------------------------------------------- | -------------- | ----- |
| 1.     | Rolling in the Deep  | Adele Adkins, Paul Epworth                                                               | Epworth        | 3:49  |
| 2.     | Rumour Has It        | Adkins, Ryan Tedder                                                                      | Tedder         | 3:43  |
| 3.     | Turning Tables       | Adkins, Tedder                                                                           | Jim Abbiss     | 4:10  |
| 4.     | Don't You Remember   | Adkins, Dan Wilson                                                                       | Rick Rubin     | 4:03  |
| 5.     | Set Fire to the Rain | Adkins, Fraser T Smith                                                                   | Smith          | 4:01  |
| 6.     | He Won't Go          | Adkins, Epworth                                                                          | Rubin          | 4:37  |
| 7.     | Take It All          | Adkins, Francis White                                                                    | Abbiss         | 3:48  |
| 8.     | I'll Be Waiting      | Adkins, Epworth                                                                          | Epworth        | 4:01  |
| 9.     | One and Only         | Adkins, Wilson, Greg Wells                                                               | Rubin          | 5:48  |
| 10.    | Lovesong             | Robert Smith, Simon Gallup, Roger O'Donnell, Porl Thompson, Lol Tolhurst, Boris Williams | Rubin          | 5:16  |
| 11.    | Someone Like You     | Adkins, Wilson                                                                           | Adkins, Wilson | 4:47  |

### iTunes bonus track
| Pořadí | Název         | Autor        | Producent/i | Délka |
| ------ | ------------- | ------------ | ----------- | ----- |
| 12.    | I Found a Boy | Adele Adkins | Rick Rubin  | 3:37  |

### iTunes pre-order bonus track
| Pořadí | Název                               | Autor           | Producent/i  | Délka |
| ------ | ----------------------------------- | --------------- | ------------ | ----- |
| 12.    | Rolling in the Deep (live acoustic) | Adkins, Epworth | Paul Epworth | 4:07  |

### UK, Poland and Bulgaria limited edition bonus tracks
| Pořadí | Název                      | Autor                              | Producent/i      | Délka |
| ------ | -------------------------- | ---------------------------------- | ---------------- | ----- |
| 12.    | If It Hadn't Been for Love | Michael Henderson, Chris Stapleton | Rodaidh McDonald | 3:08  |
| 13.    | Hiding My Heart            | Tim Hanseroth                      | Rodaidh McDonald | 3:28  |

### Japanese edition bonus tracks
| Pořadí | Název                              | Autor                     | Producent/i              | Délka |
| ------ | ---------------------------------- | ------------------------- | ------------------------ | ----- |
| 12.    | I Found a Boy                      | Adele Adkins              | Rick Rubin               | 3:37  |
| 13.    | Turning Tables (live acoustic)     | Adele Adkins, Ryan Tedder | Jim Abbiss               | 4:20  |
| 14.    | Don't You Remember (live acoustic) | Adele Adkins, Dan Wilson  | Rick Rubin               | 4:18  |
| 15.    | Hiding My Heart                    | Adele Adkins, Dan Wilson  | Adele Adkins, Dan Wilson | 5:14  |

### Deluxe edition bonus disc
| Pořadí | Název                                                                            | Autor                                                  | Producent/i              | Délka |
| ------ | -------------------------------------------------------------------------------- | ------------------------------------------------------ | ------------------------ | ----- |
| 1.     | Need You Now (featuring Darius Rucker)" (Live at CMT Artists of the Year Awards) | Dave Haywood, Charles Kelley, Hillary Scott, Josh Kear |                          | 3:55  |
| 2.     | Someone Like You (live acoustic)                                                 | Adele Adkins, Dan Wilson                               | Adele Adkins, Dan Wilson | 5:14  |
| 3.     | Turning Tables (live acoustic)                                                   | Adele Adkins, Ryan Tedder                              | Jim Abbiss               | 4:20  |
| 4.     | Don't You Remember (live acoustic)                                               | Adele Adkins, Dan Wilson                               | Rick Rubin               | 4:18  |

## Datum vydání
| Oblast                 | Datum vydání   | Formát               | Vydavatelství     |
| ---------------------- | -------------- | -------------------- | ----------------- |
| Japonsko               | 19. ledna 2011 | CD, ke stažení       | Hostess           |
| Německo                | 21. ledna 2011 | CD, ke stažení       | XL                |
| Irsko                  | 21. ledna 2011 | CD, ke stažení       | XL                |
| Austrálie              | 24. ledna 2011 | CD, ke stažení       | XL                |
| Finsko                 | 24. ledna 2011 | CD, ke stažení       | XL                |
| Nizozemsko             | 24. ledna 2011 | CD, ke stažení       | XL                |
| Rakousko               | 24. ledna 2011 | CD, ke stažení       | XL                |
| Švýcarsko              | 24. ledna 2011 | CD, ke stažení       | XL                |
| Spojené království     | 24. ledna 2011 | CD, limitovaná edice | XL                |
| Polsko                 | 24. ledna 2011 | CD, limitovaná edice | XL                |
| Francie                | 24. ledna 2011 | CD, ke stažení, LP   | XL                |
| Spojené státy americké | 22. února 2011 | CD, ke stažení, LP   | Columbia          |
| Kanada                 | 22. února 2011 | CD, ke stažení, LP   | Columbia          |
| Mexiko                 | 5. dubna 2011  | CD, ke stažení       | Sony Music Mexico |